# Musée Schœlcher
Pour les articles homonymes, voir Schœlcher (homonymie).
Le musée Schœlcher est un musée situé en Guadeloupe dans le vieux quartier de Pointe-à-Pitre, au 24 rue Peynier.
Il abrite une collection composée notamment d'objets ayant appartenu au journaliste et l'homme politique français Victor Schœlcher qui fut le défenseur de l'abolition définitive de l'esclavage en France.

## Historique
Victor Schœlcher fait don au conseil général de la Guadeloupe de sa collection de sculptures (romaines et égyptiennes) et d'objets (porcelaines) en 1883. La collection est complétée en 1885 par quelques dépôts de Schœlcher du musée du Louvre comme des moulages et des calcographies et les travaux d'un bâtiment néoclassique en maçonnerie de pierre commence cette année-là.
Le musée est inauguré le 21 juillet 1887 à l'occasion du 83e anniversaire de Schœlcher. Depuis, les collections se sont enrichies d'objets liés à l'esclavage et à la traite négrière.
Le bâtiment est très endommagé lors du cyclone de 1928 et de nombreuses pièces des collections sont détruites.
Rénové en 1998 lors du 150e anniversaire de l'abolition de l'esclavage, des travaux d'extension sont entrepris en 2016 et le musée est de nouveau restauré en 2022. Il rouvre alors ses portes le 30 septembre sous le nom de Musarth (Musée d'Art et d'Histoire), présentant une nouvelle muséographie sur le modèle de celle du Mémorial ACTe.
Le bâtiment est partiellement inscrit au titre des monuments historiques le 17 août 1979.

## Les Collections

### Buste de Victor Schœlcher
Le buste monumental est une sculpture de Frédéric-Louis-Désiré Bogino à qui l'on doit une précédente sculpture en bronze de Schœlcher présentée au Salon des artistes français de 1887. Le buste est érigé le 20 juillet 1913 par le gouverneur Émile Merwart. Ce monument a la particularité, surprenante pour une commande publique, de comporter des erreurs. Ainsi Schœlcher n'est pas né le 21 juillet 1804 mais le lendemain et ne mourut pas le 26 décembre mais le 25.

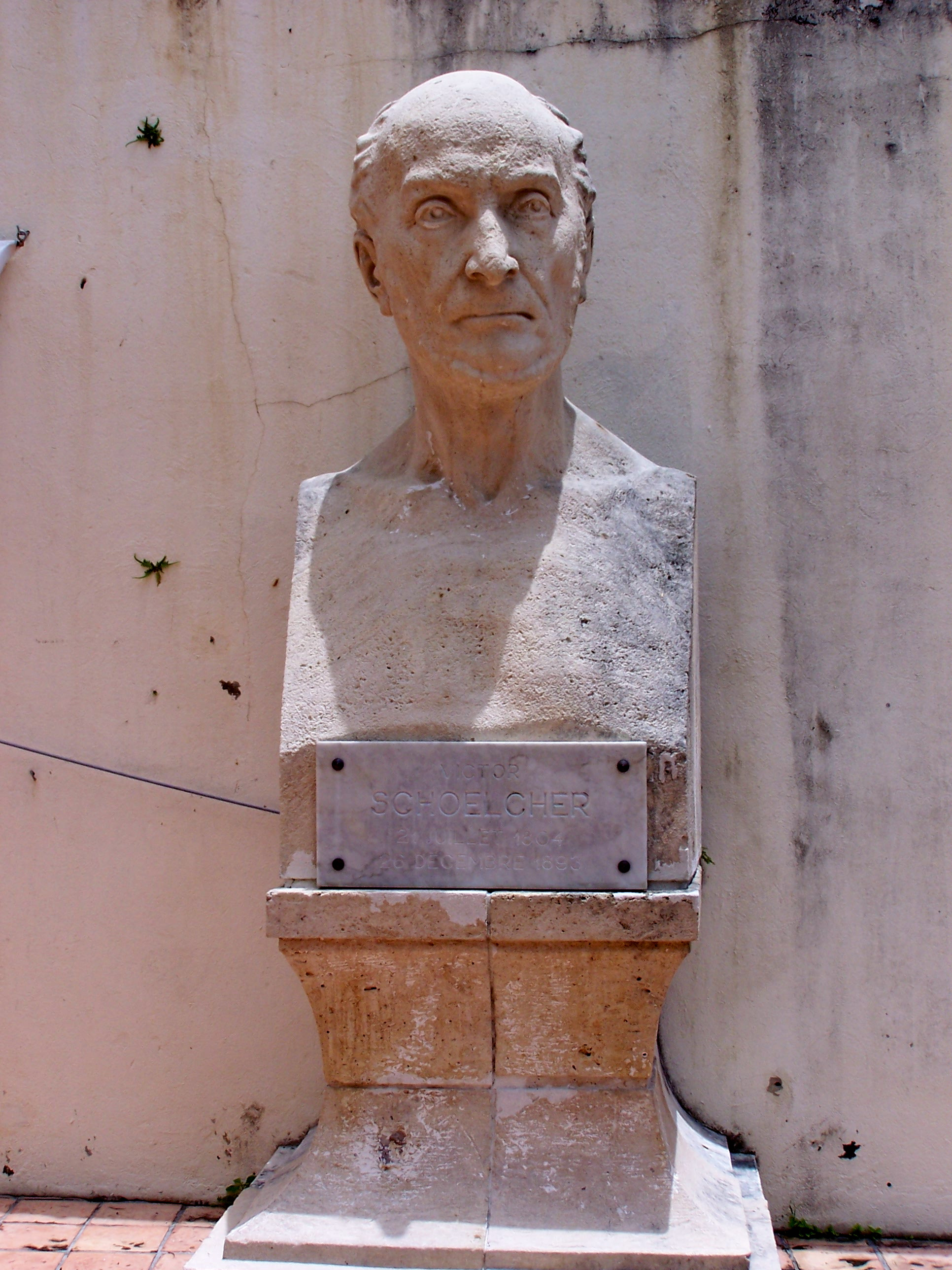
Buste de Victor Schœlcher dans la cour du musée.

### Plaque hommeA Victor Schœlcher, les premiers conscrits guadeloupéens
Victor Schœlcher soutient dès 1878 la généralisation du service militaire aux colonies. La conscription en Guadeloupe n'est adoptée qu'en 1913. Les premiers conscrits originaire de la Guadeloupe embarquent les 18 octobre et 3 novembre 1913. Lors d'une cérémonie offerte pour leur départ, les conscrits offrent au Musée Schœlcher une plaque en zinc peinte dédicacé solennellement « A Victor Schœlcher / les premiers conscrits guadeloupéens / 2 novembre 1913 / offert par la Mutualité ouvrière ».

### La Liberté délivrant l'esclave de ses chaînes
Destinée à orner le piédestal du monument en hommage à Victor Schœlcher situé cours Nolivos à Basse-Terre depuis 1906, il s'agit d'une plaque en bronze d'une hauteur de 100 cm pour une largeur de 61 cm gravée par Marguerite Gagneur. Elle ne sera finalement jamais installée. Allégorie de la Liberté qui libère un esclave de ses chaînes, la Liberté est représentée par la République qui brise les chaînes d'un esclave agenouillé et l'exhorte à se lever. 

### Tête de sarcophage égyptien
Datée d'entre 750 et 30 avant J-C, ce fragment de couvercle de sarcophage représentant un visage de défunt encadré d'une perruque tripartite, est en bois sculpté et peint et mesure 32 cm de hauteur pour 50 cm de largeur et une profondeur de 18 cm. Il est originaire de la région de Louxor. Des pilleurs l'ont scié pour le vendre à des touristes. Schœlcher l'achète en Égypte en 1845 lors d'un voyage qu'il y fait dans le but de comparer l'esclavage musulman à l'esclavage chrétien. Il dénonce ce pillage des sépultures antiques mais rapporte quelques pièces issues de ces fouilles clandestines.

### Maquette deLa Vigilante
La maquette longue de 58 cm pour une largeur de 13 cm date du XXe siècle. Elle reproduit l'aménagement du navire négrier La Vigilante arraisonné dans le golfe de Bonny par la marine britannique le 15 avril 1822 alors qu'il transportait 345 esclaves. La cale montre l'entassement inhumain des victimes.

### Bustes de Joseph Bara et de Joseph Viala
Les bustes de Joseph Bara et de Joseph Viala ont été réalisés par la manufacture de Sèvres. Ils sont en biscuit sur piédouches en porcelaine bleue et datent du XIXe siècle.

### Statue d'un Sans-Culotte
La statue est issue de la collection du musée L'Herminier. En marbre, elle mesure 1,10 m de haut et a été transférée en 1985 au musée Schœlcher. Elle date de la fin du XVIIIe siècle. Victor Hugues l'aurait ramenée de France comme symbole du décret du 4 février 1794 sur l'abolition de l'esclavage dans les colonies françaises. La statue représente un sans-culotte dont le pantalon est baissé qui défèque devant un autre personnage. Ce dernier est une statue conservée au musée L'Herminier représentant une femme, peut-être, par une symbolique d'humiliation, la reine Marie-Antoinette.

### Divers objets

#### Aiguière et bassin
Porcelaine décorée et dorée datant de vers 1810, l'aiguière mesure 18 cm de hauteur pour une largeur de 12 cm. Elle est issue de la fabrique Schœlcher de Paris, entreprise fondée par le père de Victor, Marc Schœlcher. De même, le bassin est issu de la même manufacture et mesure 10,5 cm de hauteur pour une largeur de 22 cm.

#### ClochetteIroke Ifa
Victor Schœlcher ramène cette clochette de divination à battant interne de son voyage au Sénégal en 1847. Longue de 35 cm pour une largeur de 4,5 cm, elle est taillée dans une défense d'éléphant. Le Boconon l'utilisait lors du culte Ifá pratiquait chez les Yoruba du Bénin.

#### MédaillonAm I not a man and a brother?
Ce médaille en porcelaine placé dans un cadre en bois date du XIXe siècle appartenait à Victor Schœlcher. Il mesure 8 cm de haut pour une largeur de 7 cm. Il est un des exemplaires d'une production en série de ce type de médaillon par Josiah Wedgwood. Emblème de la Society for Effecting the Abolition of the Slave Trade, il représente un esclave noir agenouillé et levant au ciel ses mains couvertes de chaînes.

#### Carcans d'esclaves
Rares témoignages de supplices infligés aux captifs, le musée conserve deux carcans en fer. L'un, d'un diamètre de 15 cm a été découvert lors de recherches archéologiques à l'anse des Corps entre Le Moule et Anse-Bertrand en 1984. Le second, d'un diamètre de 22 cm et pesant près de 4 kg, relié à un crane, a été trouvé par hasard en 1992 à Saint-François sur la plage des Raisins Clairs.

#### VaseTownley
Produit par la fonderie Ferdinand Barbedienne dans le seconde moitié du XIXe siècle, ce vase en bronze est une réduction d'un vase en marbre du IIe siècle après J-C, dit « Vase Townley » conservé au British Museum. Imitant un cratère en céramique tel qu'utilisé dans l'Antiquité pour mélanger eau et vin, il est orné d'anses à volutes et présente sur la panse une procession dionysiaque en relief.

### Peintures

#### Dessins à l'aquarelle d'Adrien de Beauchamps
Les dessins proviennent de la succession d'Adrien Richard de Beauchamps (1807-1875). Ils datent de 1842. Beauchamps, propriétaire du château des Gringuenières dans la Sarthe était devenu par son mariage copropriétaire de l'Habitation Grand Case au Lamentin en Martinique et de l'Habitation Pistolet à Anse-Bertrand en Guadeloupe. Il visite cette dernière en 1842, 1851 et 1864 et en ramène divers écrits et des dessins dont ces deux aquarelles. L'une montre une dans d'esclaves et l'autre une scène réunissant une ouvrière agricole et un esclave commandeur, choisi par le maître, portant redingote et fouet.

#### Les femmes créolesde Joseph Savart
Ce dessin au pastel de Joseph Savart date du 17 novembre 1770. Il représente quatre femmes libres de couleurs habillées selon la mode commune des Antilles. 

#### La rade de Pointe-à-Pitre et le Petit Cul-de-Sac marind'Évremond de Bérard
Cette huile sur toile d'Évremond de Bérard, haute de 60 cm pour une largeur de 120 cm, est une vue panoramique réalisée entre 1852 et 1856 de la rade de Pointe-à-Pitre. De nombreux navires y figurent et les quais qui de nos jours accueillent les ferrys sont déjà construits. Les cheminées des sucreries au pied de la chaîne volcanique sont visibles et dans la partie gauche du tableau s'aperçoivent les Mamelles. La plupart des tableaux d'Évremond de Bérard ont disparu, cette toile est ainsi un rare exemple de son travail.

#### La Place de la Victoire à Pointe-à-Pitred'Évremond de Bérard
Cette autre huile sur toile d'Évremond de Bérard conservée au Musée montre la place de la Victoire à Pointe-à-Pitre. Elle a été peintre durant le séjour dans son île natale du peintre entre 1852 et 1856. Mesure 50 cm de longueur pour une largeur de 80 cm, il semble que la toile ait été réduite lors d'un rentoilage. 

#### Plage sous le fortde Germaine Casse
Germaine Casse peint cette huile sur toile de 46 cm de hauteur pour 65 cm de largeur en 1923. Elle représente une plage située près du fort Fleur d'Épée, vraisemblablement la plage de la pointe de la Verdure dans la Grande Baie. La toile est dédicacée à Marcel Ruedel, le directeur des Annales coloniales.